# Pseudonapomyza embui
Pseudonapomyza embui är en tvåvingeart som beskrevs av Spencer 1985. Pseudonapomyza embui ingår i släktet Pseudonapomyza och familjen minerarflugor.
Artens utbredningsområde är Kenya. Inga underarter finns listade i Catalogue of Life.